# Klášter Santa Maria das Júnias
Klášter Santa Maria das Júnias (pt. Mosteiro de Santa Maria das Júnias) se nachází v hornaté krajině okresu Montalegre v severním Portugalsku, téměř u hranice se Španělskem. Původně náležel benediktinskému, později cisterciáckému řádu. Dnes z něj zbývá osamělá romantická ruina.

## Historie
Již od 9. století bylo místo využíváno k poustevnickému životu, k jehož askezi se jevilo jako vhodné kvůli své opuštěnosti a poloze uprostřed divoké horské přírody dnešního národního parku Peneda-Gerês.

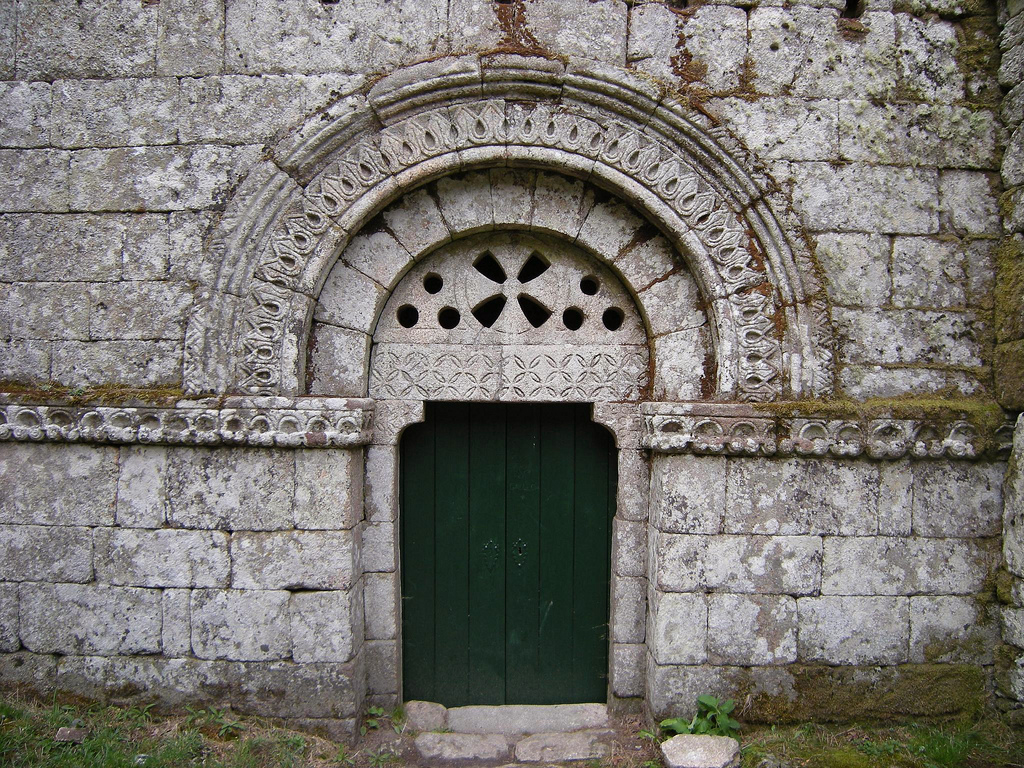

Klášter s kostelem zde vznikal od roku 1147, kdy zde začali žít mniši benediktinského řádu. V polovině 13. století komplex přešel pod cisterciácký řád a spadal pod mateřský klášter Oseira v severně položené Galicii.
V první polovině 18. století byl částečně restaurován kostel, později v témže století však začaly budovy chátrat a klášter přicházel o své obyvatele i příjmy.
S rozpuštěním mužských církevních řádů v Portugalsku v roce 1834 se poslední mnich stal knězem blízké farnosti Pitões. V 2. pol. 19. století klášterní budovy významně poničil požár.
Od roku 1950 jsou pozůstatky kláštera portugalskou národní památkou. Stovky let od jeho vzniku nezměnily téměř nic na jeho izolaci od okolního světa – i dnes zůstává zcela osamocenou stavbou uprostřed neporušené přírody pohoří Serra do Gerês. Leží asi kilometr od odlehlé horské vsi Pitões das Júnias, která je díky své nadmořské výšce 1100 m jednou z nejvýše položených v Portugalsku.

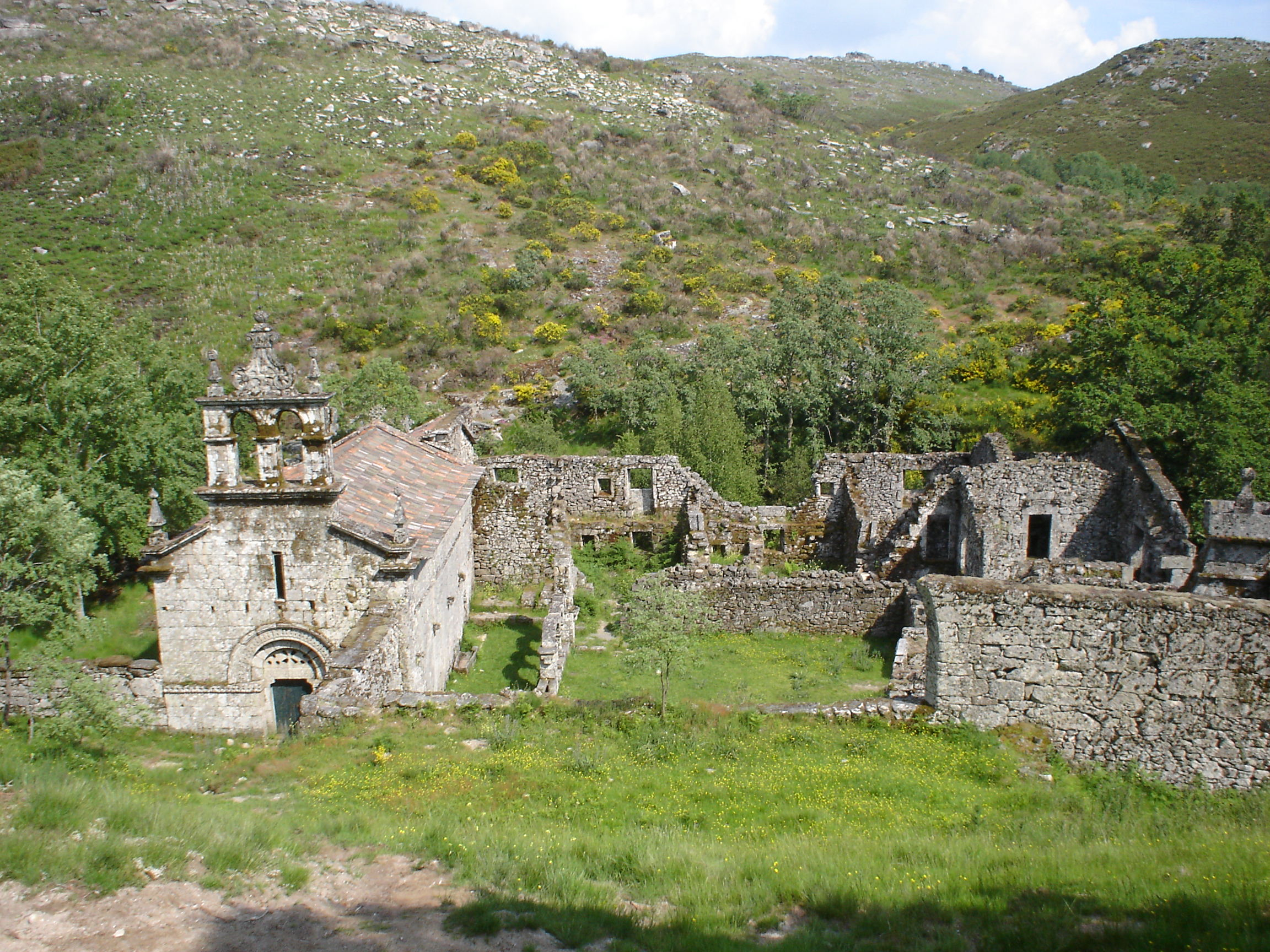